# Egretă tricoloră
Egreta tricoloră (Egretta tricolor) este o specie mică de stârc originară din zonele de coastă ale Americii. Specia este mai solitară decât alte specii de stârci din America și are o dietă alcătuită în principal din pești mici.

## Taxonomie
Este de obicei împărțit în două subspecii cu următoarea distribuție:
- Egretta tricolor ruficollis (sin. occidentalis) – apare din zonele tropicale ale Statelor Unite până în Columbia, nord-vestul Venezuelei și Caraibe;
- Egretta tricolor tricolor – apare din nord-vestul Venezuelei, Guyana și Suriname până în sudul Peru și nord-estul Braziliei.

Unii recunosc, de asemenea, subspecia rufimentum cu o distribuție în Trinidad⁠(d), posibil și în Tobago.
Egreta tricoloră nu a fost încă observată pe continentul european, deși a fost observată de patru ori în Azore și o dată în Insulele Canare.

## Galerie

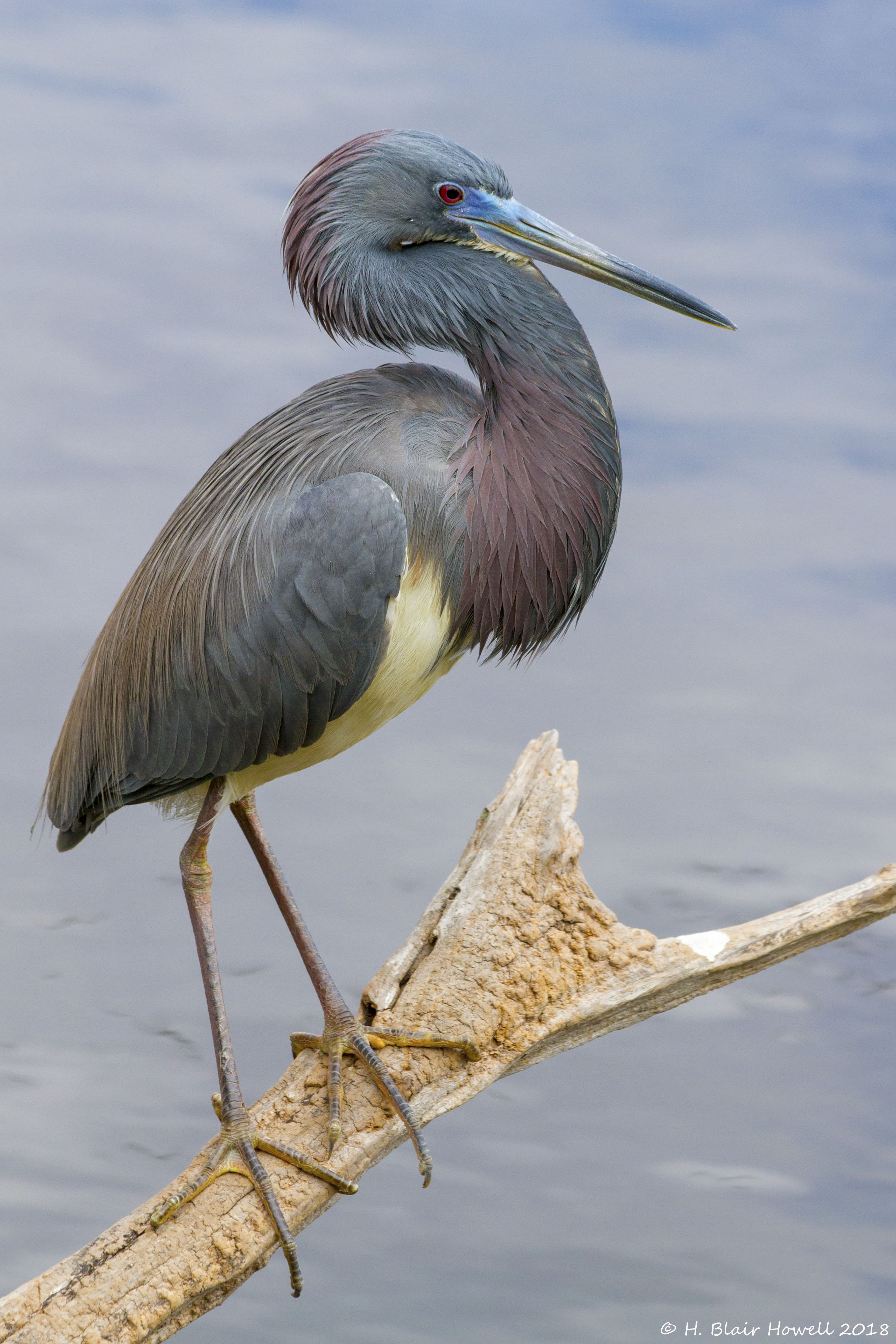
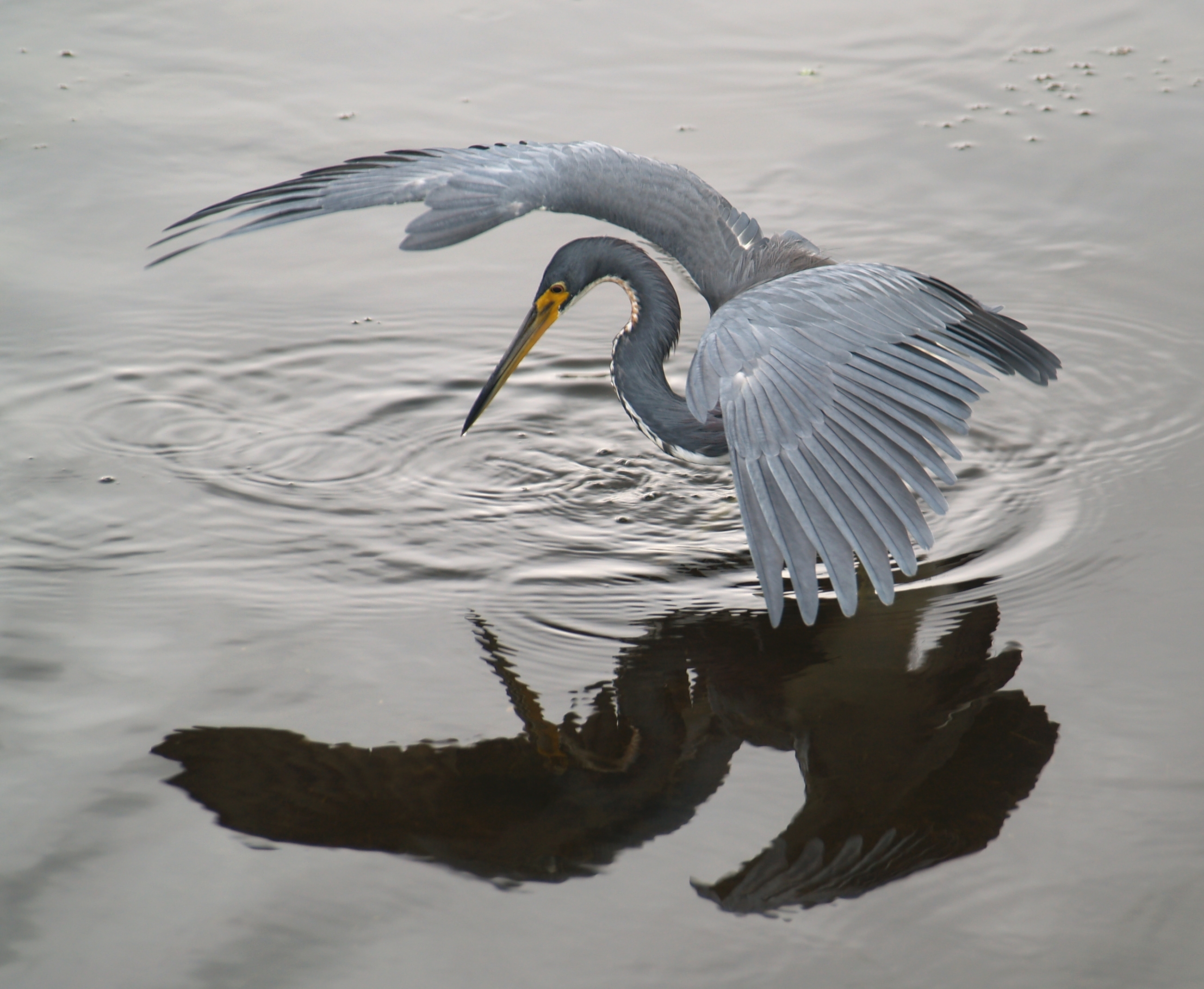
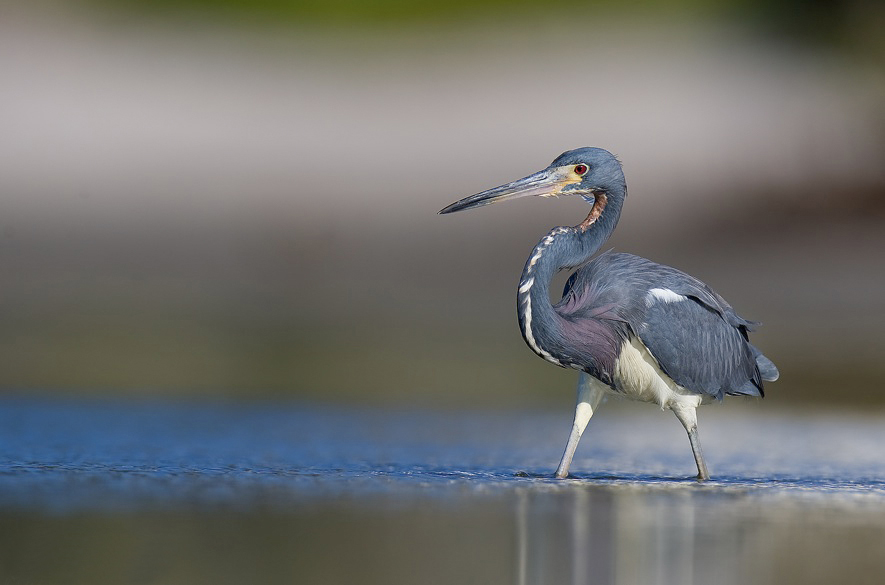
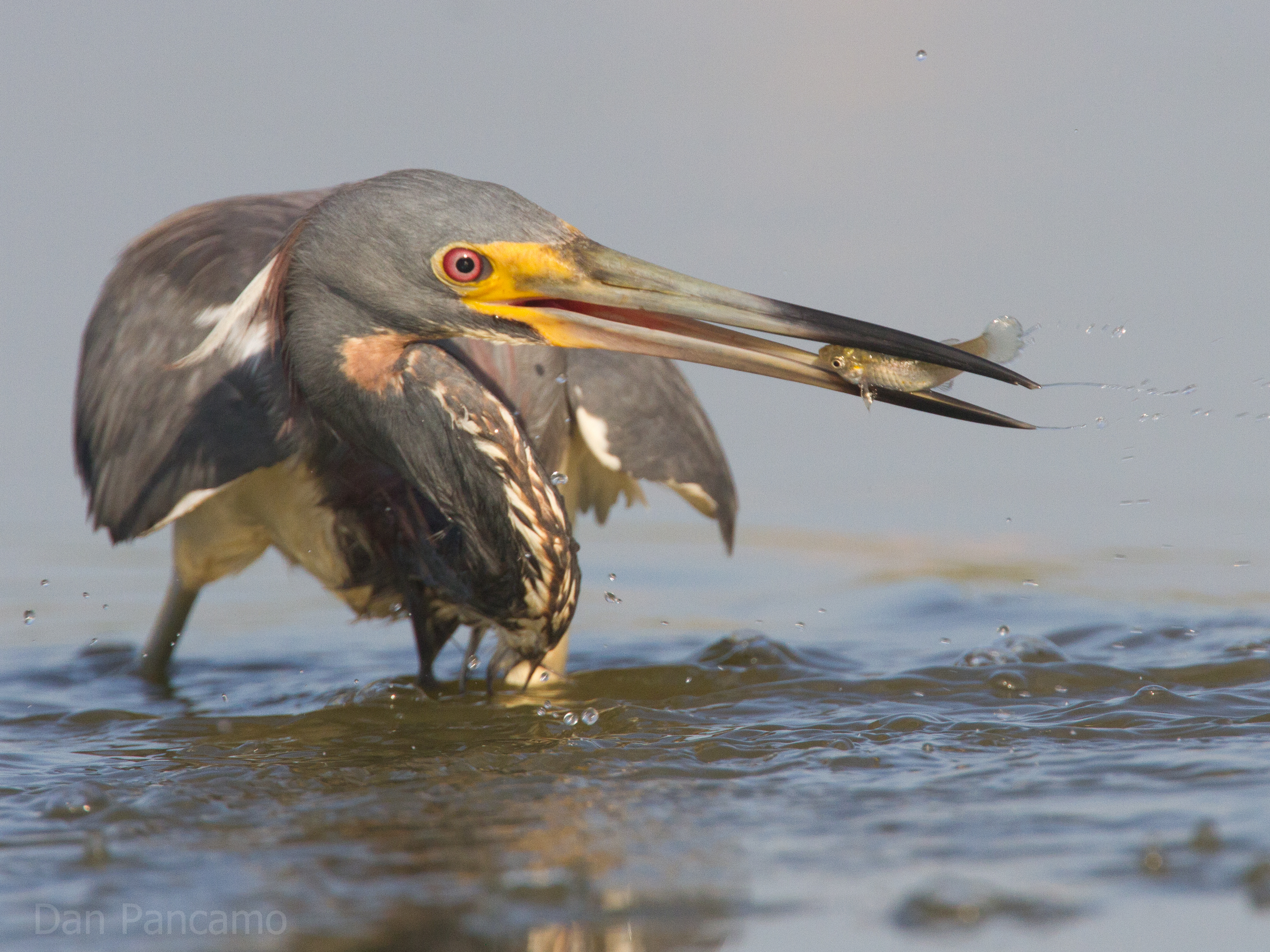
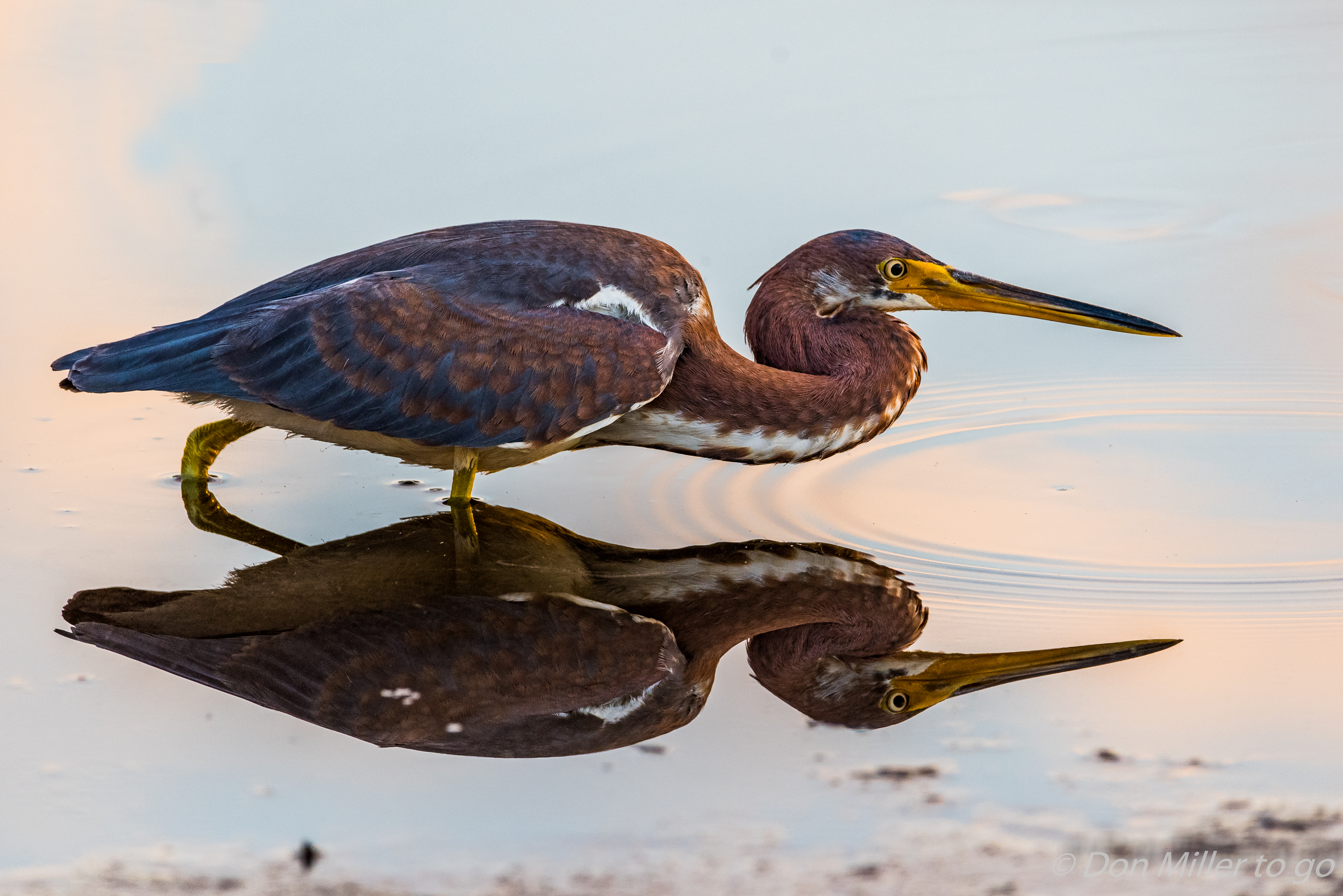
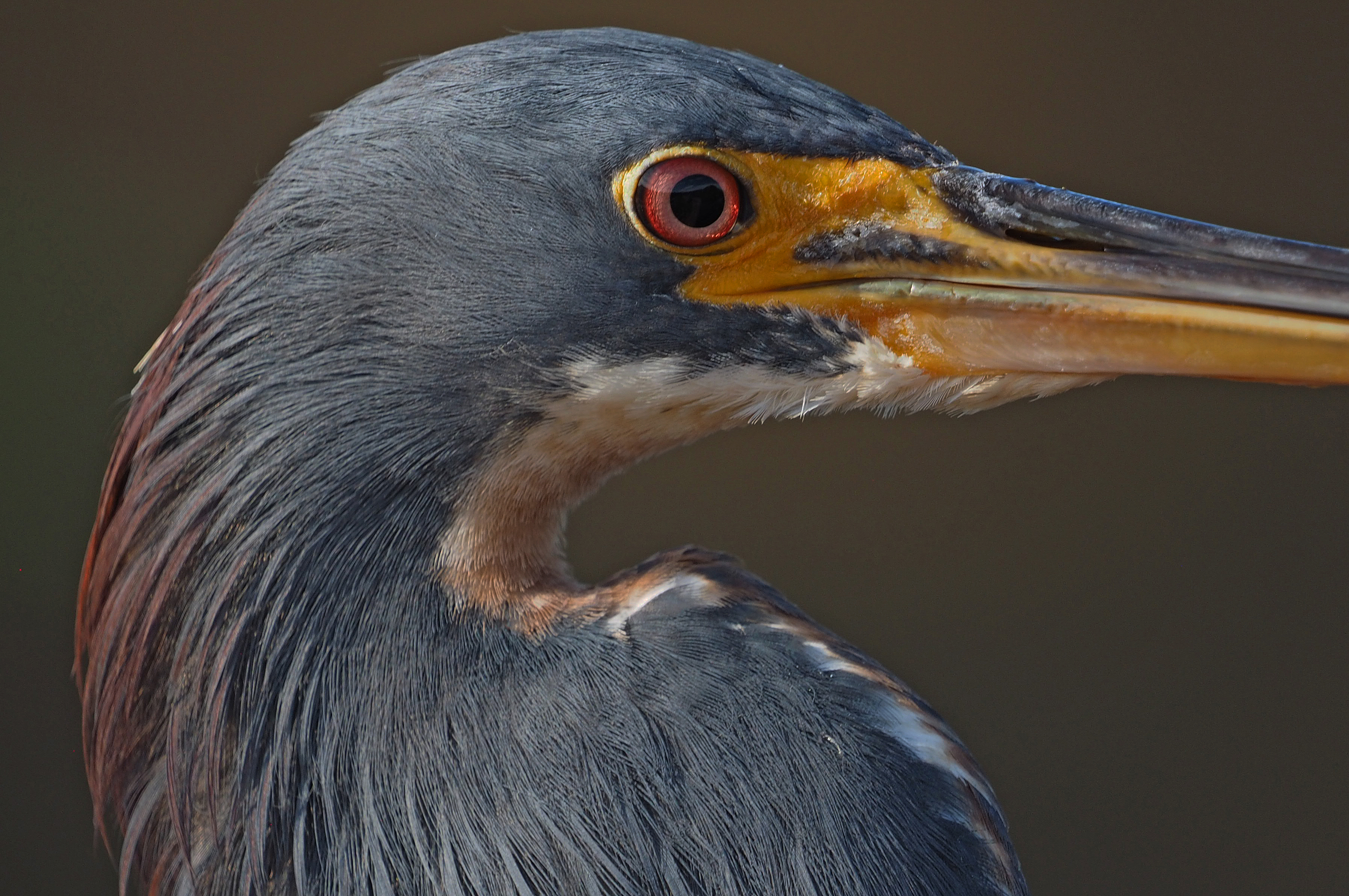
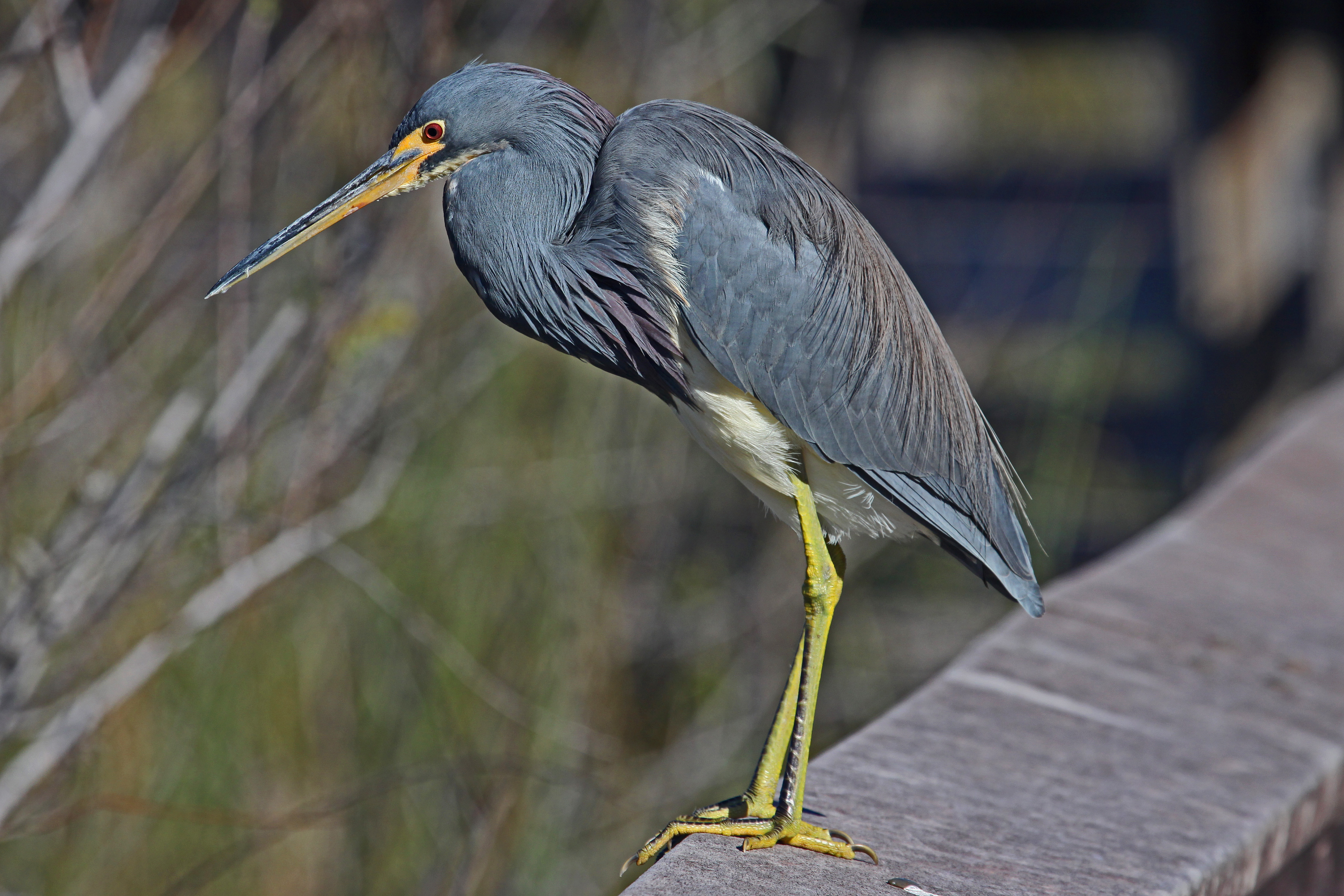